# Okręg wyborczy Hendon
Okręg wyborczy Hendon powstał w 1918 i wysyłał do brytyjskiej Izby Gmin jednego deputowanego. Został zlikwidowany w 1945, ale przywrócono go ponownie w 1997. Okręg położony jest w London Borough of Barnet.

## Deputowani do brytyjskiej Izby Gmin z okręgu Hendon
| Wybory | Deputowany                                          | Partia                                              |
| ------ | --------------------------------------------------- | --------------------------------------------------- |
| 1918   | Philip Cunliffe-Lister                              | Partia Konserwatywna                                |
| 1935   | Reginald Blair                                      | Partia Konserwatywna                                |
| 1945   | Okręg zniesiony. Zob.: Hendon North i Hendon South. | Okręg zniesiony. Zob.: Hendon North i Hendon South. |
| 1997   | Andrew Dismore                                      | Partia Pracy                                        |
| 2010   | Matthew Offord                                      | Partia Konserwatywna                                |